# Curcuris
Curcuris (sardinski: Crucùris) je grad i općina (comune) u pokrajini Oristanu u regiji Sardiniji, Italija. Nalazi se na nadmorskoj visini od 130 metara i ima 310 stanovnika.
 Prostire se na 7,18 km². Gustoća naseljenosti je 43 st/km².
Susjedne općine su: Ales, Gonnosnò, Morgongiori, Pompu i Simala.